# آراف‌ای سی سنتوریون (ای۹۸)
آراف‌ای سی سنتوریون (ای۹۸) (به انگلیسی: RFA Sea Centurion (A98)) یک کشتی بود که طول آن ۱۸۵٫۴ متر (۶۰۸ فوت ۳ اینچ) بود. این کشتی  در سال ۱۹۹۷ ساخته شد.